# Sminthopsis griseoventer
Sminthopsis griseoventer é uma espécie de marsupial da família Dasyuridae. Endêmica da Austrália Ocidental;
- Nome Popular: Dunnart-do-ventre-cinzento

- Nome Científico: Sminthopsis griseoventer (Kitchener, Stoddart e Henry, 1984)

## Características
O Comprimento médio do corpo pode variar entre 13–19 cm, com uma cauda de 6–8 cm.  Tem orelhas grandes pelagem em tom verde-oliva, seu peso pode variar entre 15-25 gramas.

## Hábitos alimentares
É onívora a dieta inclui insetos, pequenos répteis, anfíbios e também frutos;

## Habitat
Podem ser encontrados em florestas, bosques, pântanos, matagais densos;

## Distribuição Geográfica
Sudoeste da Austrália Ocidental;

## Subespécies
- Subespécie: Sminthopsis griseoventer caniventer? (Adams, Archer e Baverstock, 1984)

Sinônimo do nome científico da subespécie: Sminthopsis caniventer;
Nota: Talvez seja espécie distinta, considerado sinônimo de Sminthopsis griseoventer por alguns autores;
Local: Costa do Sudoeste da Austrália;
- Subespécie: Sminthopsis griseoventer griseoventer (Kitchener, Stoddart e Henry, 1984)

Local: Austrália Ocidental;